# بلهیون
بلهیون (انگلیسی: Belhaven) شرکت نوشیدنی اسکاتلندی است، که در سال ۱۷۱۹ تأسیس شد.